# Versteller (diamant)
Een versteller is een diamantbewerker die de taak heeft de diamant, die geslepen wordt, in een tang vast te zetten, op zodanige wijze dat de slijper het nieuwe facet van de diamant op de juiste plaats kan slijpen.